# Bal maturalny II: Witaj, Mary Lou!
Bal maturalny II: Witaj, Mary Lou! (oryg. Hello Mary Lou: Prom Night II) – kanadyjski film grozy z 1987. Sequel Balu maturalnego Paula Lyncha. Film poniósł porażkę finansową w pierwszy weekend wyświetlania go w kinach, zarabiając niecały milion dolarów. W sumie projekt zainkasował ponad 2,5 mln dolarów.